# 世
【世】 — китайський ієрогліф. Один з 996 ієрогліфів, обов'язкових для вивчення в японській початковій школі.Дуже часто використовується на письмі в японській мові.

## Значення
1. покоління.
1) 30 років.
2) людське життя.
3) час, доба.
4) період (правління династії).
5) рік, роки.
6) правління.
7) світ, громадськість, люди.
8) людина у світі, громаді.
2. світ.
3. тяглість поколінь.

Ключ: 1 (一 + 4);  Кількість рисок: 5.
Введення ієрогліфа методом цанзє: 心廿 (PT); Введення ієрогліфа чотирикутним методом: 44717. .

## Прочитання
| Китайська         |                   |                   |                   |                 |                 |
| Мандаринська мова | Мандаринська мова | Мандаринська мова | Мандаринська мова | Кантонська мова | Кантонська мова |
| чжуїнь            | піньїнь           | Вейд-Джайлз       | кирилиця          | ютпхін          | Єль             |
| ㄕˋ               | shì (shi4)        | shih4             | ші                | sai3            | sai3            |

| Корейська |         |               |              |       |          |
|           | хангиль | стара латинка | нова латинка | Єль   | кирилиця |
| Звук:     | 세      | se            | se           | sey   | се       |
| Назва:    | 인간    | in'gan        | in-gan       | inkan | інган    |

| Японська |                     |                        |                     |
|          | кана                | латинка                | кирилиця            |
| Он:      | せい せ             | sei se                 | сей се              |
| Кун:     | よ                  | yo                     | йо                  |
| Ім'я:    | つぎ つぐ とき とし | tsugi tsugu toki toshi | цуґі цуґу токі тосі |